# Kantoreipraxis
Kantoreipraxis ist ein Begriff aus der Kirchenmusik, der eine Aufführungspraxis von Chorwerken nach Art der alten Kantoreien bezeichnet.
Helmut Bornefeld definierte 1951 die Kantorei mit den Worten: „Wir verstehen heute unter Kantorei einen aus Stimmen und Instrumenten zusammengesetzten Kreis, der die Stimmen aber nicht als Chor und die Instrumente nicht als Orchester behandelt, sondern die Linien dem jeweiligen Klangmaterial entsprechend austauschbar besetzt.“
Wilhelm Ehmann wies 1957 auf die wörtliche Bedeutung des Begriffs Kantoreipraxis hin: „Unter Kantoreipraxis versteht man, wörtlich genommen, die Musizierpraxis, also die Musizierweise der Kantoreien.“
Helmut Krüger verfasste 1967 das Standardwerk der Kantoreipraxis Kleiner Chor – ganz groß, in dem er die vielfältigen Gestaltungsmöglichkeiten von Chorwerken durch Stimmen und Instrumente aufzeigt.
Christoph Albrecht wies 1982 darauf hin, dass frühbarocke Notentexte nur eine ungefähre Anweisung zum praktischen Musizieren bieten: „Das erste, was jedem deutlich sein muß, der frühbarocke Vokalmusik aufführt, ist die Tatsache, daß die Partitur wenig mehr als eine Skizze für die Aufführung bedeutet. Der Chorleiter muß ein phantasiebegabter Mensch sein und aus dem blassen Notentext je nach den räumlichen und besetzungsmäßigen Gegebenheiten ein buntes und abwechslungsreiches Musikstück entfalten.“ Eine wichtige zeitgenössische Quelle zur frühbarocken Chormusik ist das Syntagma musicum von Michael Praetorius.
Helmut Kickton setzte einen Aspekt alter Aufführungspraxis um, indem er ab 2000 bei den Auftritten der Kreuznacher-Diakonie-Kantorei den Chor vor dem Orchester aufstellte. Mit der Kreuznacher-Diakonie-Kantorei entwickelte er auch das Konzept der integrativen Kantorei.